# Purenleon abruptus
Purenleon abruptus is een insect uit de familie van de mierenleeuwen (Myrmeleontidae), die tot de orde netvleugeligen (Neuroptera) behoort. 
Purenleon abruptus is voor het eerst wetenschappelijk beschreven door Stange in Penny in 2002.